# الدومتين (نجرة)

تعديل مصدري - تعديل

الدومتين هي إحدى قرى عزلة القيلة بمديرية نجرة التابعة لمحافظة حجة، بلغ تعداد سكانها 157 نسمة حسب تعداد اليمن لعام 2004.